# ملعب 15 أبريل
ملعب 15 أبريل (بالإسبانية: Estadio 15 de Abril)‏ هو ملعب كرة قدم يقع في الأرجنتين، يتسع لـ 22,852 متفرج.

## التاريخ
افتتح الملعب في 29 أبريل 1923.